# 플란데산체스 학살

플란데산체스는 과테말라 중부에 위치해 있다

플란데산체스 학살은 1982년 7월 18일 과테말라 바하베라파스 주의 플란데산체스 마을에서 발생했다. 250명 이상의 주민(대부분 여성과 어린이, 거의 전원이 아치족 아메리카 원주민)이 과테말라의 군대 구성원과 그들의 준군사 동맹군에게 학대당하고 살해당했다.
이 살해는 다양한 좌익 분란전 집단과 정부 및 군대 간의 과테말라 내전 중 가장 폭력적인 시기에 발생했다. 1982년 3월 권력을 잡은 데 팍토 과테말라의 대통령 장성급 장교 에프라인 리오스 몬트는 반란을 진압하는 데 크게 성공했지만, 수많은 인명 피해와 인권침해라는 끔찍한 대가를 치른 군사 작전에 착수했다. 플란데산체스에서의 학살은 정부의 초토화 전략의 일환이었으며, 이 마을은 주민들이 유격전 집단을 숨겨주거나 지원하고 있다고 당국이 의심했기 때문에 표적이 되었다.
학살 이후, 마을은 몇 년 동안 거의 버려졌고, 생존자들은 사건에 대해 말하거나 자신들이 파는 데 도움을 준 수많은 공동묘지의 위치를 밝히면 복구가 뒤따를 것이라고 들었다. 1980년대 후반과 1990년대 초반에 시작된 점진적인 민주주의 복귀와 함께 일부 생존자들은 생명의 위협 없이 살해에 대해 이야기할 수 있다고 느꼈다. 1992년에 당국에 고소가 제기되었고, 1993년에는 형사 조사가 시작되었다. 그러나 절차상의 지연과 기타 불규칙성에 직면하고, 용의자에게 사면을 허용하는 국가 화해법에 가로막히면서 생존자들은 과테말라의 국내 법적 구제책이 이 경우에 효과가 없다는 것을 알게 되었다. 따라서 그들은 1996년에 아메리카 국가 기구의 초국가적 인권 기구인 미주인권위원회에 불만을 제기하기로 결정했다.
미주인권위원회는 불만 접수를 시작했고, 임기 첫 해에 민주적으로 선출된 대통령 알폰소 포르티요로부터 국가의 제도적 책임에 대한 부분적 인정을 받았으며, 최종적으로 이 사건을 미주인권재판소에 판결 및 해결을 위해 회부했다. 2004년, 미주인권재판소는 두 건의 판결을 내렸으며, 이 판결에서 과테말라의 책임을 인정하고 생존자와 사망자의 유족에게 광범위한 금전적, 비금전적, 상징적 형태의 배상을 명령했다.

## 국가적 맥락
1982년은 과테말라의 36년간의 내부 분쟁(1960–1996) 역사상 가장 피비린내 나는 해 중 하나였다.
1982년 3월 23일, 하급 장교들이 지휘하는 군대는 2주 전 논란이 많은 선거에서 승리한 퇴임하는 로메오 루카스 가르시아 장군의 후임자인 앙헬 아나발 게바라 장군이 권력을 잡는 것을 막기 위해 쿠데타를 일으켰다. 쿠데타 지도자들은 은퇴한 장성급 장교 에프라인 리오스 몬트에게 루카스와 게바라의 퇴진 협상을 요청했다.
1974년 대통령 선거에서 기독교 민주당 후보였으며 사기극을 통해 승리를 빼앗겼다고 널리 간주되는 리오스 몬트는 임명을 수락했다.
그는 1965년 헌법을 무효화하고 과테말라 의회를 해산하며 모든 정당을 정지시킨 3인조 군사독재 정권을 수립했다. 몇 달 후, 그는 정권 동료들을 해임하고 공화국 데 팍토 대통령 직함을 맡았다. 취임 연설에서 복음주의 개신교 말씀의 교회의 평신도 목사인 리오스 몬트는 자신의 대통령직이 하나님의 뜻으로 인한 것이라고 밝혔다.
국가의 유격대와 그들의 좌익 동맹군들은 군사 행동과 경제 개혁을 결합하여 유격 반란을 진압하려 했던 리오스 몬트를 비난했다. 그의 말로 "콩과 소총"(frijoles y fusiles)이다.
1982년 7월 18일 (플란데산체스 학살이 일어난 정확한 날) 뉴욕 타임스에서 한 육군 장교는 엘 키체 주 쿠넨에 있는 아메리카 원주민 청중에게 "우리와 함께라면 우리가 먹여 살릴 것이다. 그렇지 않으면 죽일 것이다."라고 말했다고 인용되었다.
정부는 지역 "민간 자위 순찰대"(파라밀리타리 병력인 PAC(patrullas de autodefensa civil)를 구성하기 시작했다. 참여는 이론적으로는 자발적이었지만 실제로는 많은 농민, 특히 북서부의 농민들은 PAC 또는 유격대에 가입하는 것 외에 다른 선택지가 없었다. 징집병 육군은 PAC의 지원을 받아 거의 모든 유격대 점령 지역을 탈환했고, 유격 활동은 줄어들었으며 주로 치고 빠지는 작전에 국한되었다. 그러나 이 부분적인 승리는 엄청난 수의 민간인 사망자를 초래했다.
리오스 몬트의 짧은 대통령직은 36년간의 내부 분쟁 중 가장 폭력적인 기간이었을 가능성이 높으며, 이 기간 동안 주로 비무장 상태의 토착 민간인 약 20만 명이 사망했다.
좌익 유격대와 우익 죽음의 부대도 비전투원들을 대상으로 즉결 처형, 강제 실종, 고문에 관여했지만, 인권침해의 대부분은 군대와 그들이 통제하는 PAC에 의해 자행되었다. 내부 분쟁은 역사적 진실위원회(Comisión para el Esclarecimiento Histórico 또는 CEH) 보고서에 상세히 기술되어 있으며, CEH는 정부군과 그들의 파라밀리타리 동맹군이 인권 침해의 93%에 책임이 있다고 추정한다.
1983년 8월 8일, 리오스 몬트는 자신의 국방부 장관인 오스카르 움베르토 메히아 빅토레스 장군에 의해 축출되었고, 그는 과테말라의 데 팍토 대통령직을 승계했다. Asociación para Justicia y Reconciliación(AJR)로 조직된 이 기간의 피해자들과 그들의 법률 대리인 Centro para Acción Legal en Derechos Humanos(CALDH)는 2001년에 리오스 몬트를 상대로 형사 소송을 제기했다. 그는 2013년 5월 국내 법원에서 집단학살과 반인도적 범죄 혐의로 유죄 판결을 받았다. 헌법재판소의 개입 이후 유죄 판결의 지위는 불분명하다.

## 지역적 맥락
중앙 과테말라 주 바하베라파스 주는 8개의 지자체로 구성되어 있으며, 그 중 하나는 라비날(북위 15° 6′ 0″ 서경 90° 27′ 0″ / 북위 15.10000°  서경 90.45000° )로, 과테말라시티 북쪽으로 약 70km 떨어져 있다. 1982년에 이 지자체는 라비날 시의 시청 소재지와 함께 14개의 다른 마을과 60개의 작은 마을로 이루어져 있었다. 마을 중에는 라비날 시에서 약 9km 떨어진 언덕이 많은 숲 지역에 위치한 플란데산체스가 있었다. 지역 주민들은 압도적으로 아치족 아메리카 원주민이었다. 아치어는 과테말라에서 인정하는 마야어의 21가지 종류 중 하나이다. 2002년 정부 인구 조사에 따르면, 바하베라파스 고원지대에서 약 10만 5천 명이 이 언어를 사용했다.

## 1982년 7월의 사건
1982년 초부터 이 지역 주민들은 당국으로부터 점점 더 압박을 받고 있었다. 많은 지역 남성들이 자위 순찰대에 참여하는 것을 거부했고, 그 결과 군대는 이 지역에 강력한 주둔을 유지했다. 많은 남성들이 산으로 집을 떠나 여성들과 아이들을 남겨두었다. 다른 사람들은 이미 학살 전에 공식적인 불만을 제기했었는데, 이는 군대의 끊임없는 위협과 괴롭힘을 라비날의 치안판사에게 보고했지만, 이 주장들은 결코 조사되지 않았다. 오히려 불만을 제기한 남성들은 벌금을 물었다.
1982년 7월 초, 군용기가 마을 상공을 비행하며 여러 가옥 근처 지역에 여러 발의 폭탄을 투하했다. 7월 15일, 육군 부대가 마을에 캠프를 세우고 집집마다 검사를 시작하여 남성들을 찾고 주민들을 위협했다.
7월 18일 일요일은 라비날 시장 날이었다. 아침 일찍부터 지자체의 길과 도로에는 지역 마을과 농장에서 상품을 시장에 가져가는 사람들로 붐볐다. 플란데산체스 마을은 시청 소재지로 이어지는 경로망이 교차하는 여러 정착촌 중 하나였다.
그 일요일 오전 8시경, 군사 부대의 병사들은 마을에 105mm 박격포 포탄 두 발을 발사했다. 이 중 하나는 주요 가옥 그룹의 동쪽에 떨어졌고 다른 하나는 서쪽에 떨어졌다. 같은 날 오후 2시에서 3시 사이에 군사 부대가 플란데산체스에 도착했다.
정규군(대위와 소위가 이끌었음), PAC 순찰대원, 경찰, 군복을 입고 돌격소총으로 무장한 민간인 등 약 60명의 병력은 마을의 출입 지점에 배치되어 시장에서 돌아오는 다른 정착촌 사람들을 막았다. 다른 사람들은 집집마다 다니며 주민들을 모았다. 이때 일부 남성들은 포위망을 피해 주변 숲과 언덕으로 도망치는 데 성공했다.
젊은 여성들은 한 집으로 보내졌고, 남성, 어린이, 나이 든 여성들은 다른 집으로 보내졌다. 젊은 여성들(12세에서 20세 사이) 약 20명으로 이루어진 한 그룹이 주요 그룹과 분리되어 다른 건물로 끌려갔다. 거기서 그들은 굴욕을 당하고 유격대를 지원했다고 비난받았으며 구타와 강간을 당했다. 이 여성들 중 소수는 탈출하여 주변 시골 지역으로 피신했으며, 나머지는 살해되었다.
어린이들은 주요 그룹과 분리되어 구타당하고 발로 차여 죽임을 당했다. 그런 다음, 오후 5시경 병사들은 성인들이 갇혀 있던 집에 수류탄 두 개를 던지고 자동 총격으로 벽을 난사하기 시작했다. 주변 마을 주민들과 주변 언덕의 유리한 지점에서 학살을 지켜보던 플란데산체스 주민들은 오후 8시경 군대가 건물에 불을 지를 때까지 격렬한 총격이 계속되었다고 보고했다. 군대는 오후 11시경 마을을 최종적으로 떠났다.
다음 날 아침, 도망쳤던 일부 사람들은 연기가 나는 마을의 폐허로 돌아왔다. 집 안에 있던 시체는 확인할 수 없었다. 집 근처 마당에 쓰러져 있던 다른 시체들 중 상당수는 머리, 가슴, 등에 총알 구멍이 있었지만, 개와 다른 동물들이 탄화된 시체 중 상당 부분을 부분적으로 먹어치웠기 때문에 이러한 희생자들의 식별이 어려웠다.
그 월요일 오후 3시경, 두 명의 군사 위원과 PAC 순찰대원 분대가 플란데산체스에 도착하여 생존자들에게 무덤을 파고 희생자들의 유해를 묻으라고 명령했으며, 따르지 않으면 공군이 마을을 폭격할 것이라고 위협했다. 20개 이상의 비밀스러운 공동묘지가 파지고 채워졌다. 한편, 순찰대원들은 불타지 않은 집들을 약탈하여 개인 재산과 가축을 훔치고 신분증을 파괴했다.

### 증언
그들은 아이들과 15세에서 20세 사이의 소녀들을 분리했습니다. 그런 다음 학살을 시작했습니다. 먼저 노인들을 고문했습니다. 왜냐하면 그들이 유격대원이라고 말했기 때문입니다. 그런 다음 수류탄 두 발을 던지고 무기를 발사했습니다… 여성, 남성, 노인들을 처형한 후, 그들은 아이들을 한 명씩 땅에 내리쳐 불길 속으로 던졌습니다. 군대가 플란데산체스의 입구와 출구, 그리고 인접한 도로를 포위했기 때문에 아무도 탈출할 수 없었습니다… [다음 날] 그는 숨어 있던 곳을 떠나 파괴된 상태를 조사하기 위해 마음을 다잡았습니다. 형제인 후안, 부에나벤투라, 에스테반과 율랄리오 그라베 라미레스와 함께 그는 여전히 시체를 태우고 있던 불을 껐습니다.— 베냐민 마누엘 헤로니모, 미주재판소 배상 판결.

그들은 이 그룹에서 15세에서 20세 사이의 소녀들을 분리하여 길레르마 그라베 마누엘의 집으로 데려갔습니다. 그들은 그들을 강간했습니다. 그들은 팔과 다리를 부러뜨리고 죽였습니다… 아이들은 바닥에 내리쳐진 다음 부모와 함께 불길 속으로 던져졌습니다… 오후 8시에 그는 자신의 집에 들어갈 수 있었고 아내와 세 자녀가 죽어 있는 것을 보았습니다. 그는 딸 중 한 명이 살아 있는 것을 발견했습니다. 두 오빠/언니의 시체 밑에 묻혀 있었기 때문에 도망칠 수 있었습니다.— 율랄리오 그라베 라미레스, 미주재판소 배상 판결.

제 여동생은 라비날에서 쇼핑을 갔지만 플란데산체스 마을에 도착했을 때 군대는 이미 거기에 있었습니다. 거기서 그들은 그녀를 붙잡고 집에서 강간했습니다. 열다섯 명의 소녀들이 강간당하고 총에 맞아 죽었습니다. 그 후, 그들은 사람들에 의해 비밀 묘지에 묻혔습니다.— 미확인 여성 마을 주민, 바다를 퍼내다 (CIIDH).

## 국내 법적 절차
1992년 12월 10일, 마을 주민 단체가 플란데산체스에 비밀 묘지가 존재함을 신고했으며, 1993년 5월 7일, 국가 인권 옴부즈맨(Procurador de los Derechos Humanos)인 라미로 델 레온은 11년 전에 발생한 학살을 신고하며 검찰에 공식적으로 고소장을 제출했다.
바하베라파스 주 살라마의 조사 판사에 의해 형사 조사가 시작되었고, 1994년 6월 8일, 과테말라 법의인류학 팀 (EAFG)은 지역 사회의 비밀 묘지를 조사하기 시작했다. 두 달 후, 법의인류학자들은 21개의 무덤에서 총 84구의 시신을 발굴했다. 현장 조사 중 추가 묘지가 확인되었고, 법적 절차가 완료된 후 EAFG는 1996년 8월에 이 묘지를 조사하고 네 세트의 유골을 발굴할 수 있었다.
1996년 9월 2일, 옴부즈맨 호르헤 마리오 가르시아 라과르디아는 역사적인 결의안을 발표했는데, 그는 플란데산체스 학살 (및 같은 해 라비날에서 발생한 다른 두 건의 학살: 치추팍 학살 및 리오 네그로 학살)을 반인도적 범죄로 비난하고, 그 책임은 정부와 군대에 있다고 단호하게 주장하며, 이는 사전에 계획된 국가 정책의 일환으로 수행되었다고 말했다.
1997년 5월, 형사 조사에서 원고로 지명된 마을 주민들은 학살에 연루된 병사들과 순찰대원들의 명단을 당국에 제출했다.
1997년 6월, 그들의 법률 대리인 Centro para Acción Legal en Derechos Humanos(CALDH)는 무덤에서 발견된 탄피에 대한 탄도 검사를 요청했다. 검찰은 탄도 물질이 "분실"되었다고 보고했으며 2000년 2월에 다시 나타났다.
피해자와 CALDH의 지속적인 노력과 과테말라에서 새로운 검찰 총장이 임명된 후, 5명의 직접 가해자가 국내 형사 절차에서 유죄 판결을 받았으며 2012년 10월에 그들의 유죄 판결은 항소심에서 확정되었다.

## 군인 및 준군사 조직원 기소
과테말라 법원은 1982년 학살에서 파트루야스 데 아우토데펜사 시빌(Patrullas de Autodefensa Civil)이라는 준군사 조직원 5명에게 살인 혐의로 유죄 판결을 내렸다. 5명 각각에게 2012년 3월 21일에 7710년의 징역형이 선고되었다.